# Statens brandnämnd
Statens brandnämnd var en svensk statlig myndighet som utövade tillsyn över den kommunala räddningstjänsten. Den bildades 1974 genom en sammanslagning av Statens brandinspektion och Statens brandskola och tog över uppgifter från länsbrandinspektörerna som samtidigt avskaffades. 1986 slogs den ihop med Civilförsvarsstyrelsen för att bilda Statens räddningsverk.